# Демонстрация бессилия
«Демонстрация бессилия» — ночное шествие членов петроградской Городской Думы 25 октября 1917 года к Зимнему дворцу после начала его штурма большевиками, с целью оказать поддержку идущим на гибель министрам Временного правительства и их защитникам.

## Предыстория
Одновременно с началом атак большевиков на цитадель Временного правительства, в 21 час 25 октября 1917 года собралась петроградская Городская Дума. За предшествующие сутки ни сама Дума, ни господствующие в ней политические партии не смогли оказать осажденному в Зимнем дворце революционному правительству никакой помощи. Никитин в последнем своем телефонном разговоре с одним из друзей даже горестно съязвил: 

Революционная демократия разговаривает, революционное правительство погибает
В момент открытия очередного заседания Думы городской голова Шрейдер сделал сообщение о том, что через «несколько секунд» начнется обстрел большевиками Зимнего дворца, в ответ на что Дума решает в целях предотвращения катастрофы отправить 3 делегации:
- во главе с Паниной — на крейсер «Аврора»;
- во главе с Шрейдером — в штаб большевиков Смольный;
- во главе с председателем Думы Исаевым — в Зимний дворец.

Через пару часов все три делегации вернулись ни с чем — их не пропустили патрули.

## Решение идти к Зимнему дворцу
В начале возобновленного с возвращением делегации заседания эсер Быховский сообщает о своем только что состоявшемся телефонном разговоре с министром земледелия Временного правительства Масловым, находящимся в числе прочих членов правительства (исключая Керенского) в Зимнем дворце. Маслов передал своему собеседнику о тяжести обстановки в Зимнем дворце и о готовности министров погибнуть, а также свои последние слова перед смертью:
проклятие той демократии, которая послала его в правительство, а теперь изменила
Выступление оратора произвело оглушительное впечатление в нервной обстановке заседания Думы. Экспансивные Панина и Нечаева призвали Думу идти и умереть вместе со своими избранниками в Зимнем дворце.
Проголосовав поименно, Дума принимает (62 голосами против 14 голосов большевиков при 3 воздержавшихся) решение идти ко дворцу.

## Шествие
Выступили лишь спустя 1½ часа после голосования, после предпринятых попыток собрать людей через партийные организации и разговоров с Зимним дворцом. По описанию В. М. Зензинова, шли стройными рядами и с пением «Марсельезы». Вскоре, на Казанской площади, думская процессия вместе с присоединившейся к ней толпой публики, была остановлена патрулями. Протолкавшись на Казанской площади около часа, промокнув и продрогнув, думская процессия вернулась около 3 часов ночи восвояси, в здание Городской Думы. Это произошло уже после ставшего реальностью захвата Зимнего дворца большевиками.
Детальное описание этого инцидента оставил Джон Рид, ставший очевидцем этого события:

«Стреляйте, если хотите! Мы пойдём! Вперёд! — неслось со всех сторон. — Если вы настолько бессердечны, чтобы стрелять в русских и товарищей, то мы готовы умереть! Мы открываем грудь перед вашими пулемётами!»
«Нет, — заявил матрос с упрямым взглядом. — Не могу вас пропустить».
«А что вы сделаете, если мы пойдём? Стрелять будете?»
«Нет, стрелять в безоружных я не стану. Мы не можем стрелять в безоружных русских людей…»
«Мы идём! Что вы можете сделать?»
«Что-нибудь да сделаем, — отвечал матрос, явно поставленный в тупик. — Не можем мы вас пропустить! Что-нибудь да сделаем…»
«Что вы сделаете? Что сделаете?»
Тут появился другой матрос, очень раздражённый. «Мы вас прикладами! — решительно вскрикнул он. — А если понадобится, будем и стрелять. Ступайте домой, оставьте нас в покое!»
Раздались дикие вопли гнева и негодования. Прокопович влез на какой-то ящик и, размахивая зонтиком, стал произносить речь.
«Товарищи и граждане! — сказал он. — Против нас применяют грубую силу! Мы не можем допустить, чтобы руки этих тёмных людей были запятнаны нашей невинной кровью! Быть расстрелянными этими стрелочниками — ниже нашего достоинства. (Что он понимал под словом „стрелочники“, я так и не понял.) Вернёмся в думу и займёмся обсуждением наилучших путей спасения страны и революции!»
После этого толпа в строгом молчании повернулась и двинулась вверх по Невскому всё ещё по четверо в ряд.

## Результаты демонстрации
Объективно бессмысленный жест, каковым было шествие думцев в ночь захвата большевиками Зимнего дворца, получил, тем не менее, важное положительное значение: решение Городской Думы вызвало подъем духа у осажденных в Зимнем дворце: людям, идущим на гибель, при любых обстоятельствах всегда очень важна моральная поддержка. Движение Думы и стало такой нравственной поддержкой защитникам Зимнего дворца.

## Отзывы прессы
Официальный орган печати народных социалистов «Народное слово» усмотрел «здоровое государственное чувство» в «героическом, полном великого самозабвения акте Петроградской Думы».

## Последствия
«Демонстрация бессилия» дала и иные, более значительные последствия. Она привела к перелому в настроениях антибольшевистской революционной демократии и сделала возможным вести последующее сопротивление захватившим власть большевикам под своим флагом. Одновременно с наличествовавшей идеей изоляции мятежа большевиков, стала возможной и идея вооруженного отпора большевизму.
По возвращении думского шествия Думой было решено организовать «Комитет спасения Родины и революции», ставший боевым органом революционной демократии, сыгравшим значительную роль в будущей борьбе против большевиков. Так, 29 октября 1917 года под эгидой этого органа было поднято, одновременно с походом Керенского — Краснова на Петроград, юнкерское восстание в самом Петрограде. Однако, ввиду численного превосходства большевизированных солдат Петроградского гарнизона, это выступление было окончательно подавлено к утру 30 октября.
Дума также приняла постановление обратиться к России с призывом бороться против большевиков за восстановление Временного правительства, хотя и нового состава.
30 октября (12 ноября) большевистская фракция покидает городскую думу, назвав её «гнездом контрреволюции». 17 ноября 1917 года Петроградская городская дума распускается декретом Совнаркома, как «пришедшая в полное противоречие с настроениями и желаниями петроградского населения». Дума расходиться отказалась и 20 марта 1918 была разогнана отрядом революционных матросов из 30 человек во главе с Флоровским И.